# Benito Rodríguez Frutos
Benito Rodríguez Frutos (24 de desembre de 1899, ? - ?, ?) fou un militar espanyol de l'arma de Cavalleria que, essent tinent, formà part del grup de militars anomenats Jinetes de Alcalá que s'avalotaren contra el govern de la Segona República Espanyola el 1936 a Mallorca. Els primers mesos de la Guerra Civil participà en la formació de les milícies falangistes, en la repressió de membres i simpatitzants del Front Popular (detencions il·legals, tortures i assassinats) i en la defensa contra el desembarcament de Mallorca per part de tropes republicanes.
El 1921 entrà al servei militar i ascendí a tinent el 1930. El 1931 estava destinat al Regiment de Cavalleria núm. 3 a Alcalá de Henares. El 10 d'agost de 1932 fou un dels acusats a Madrid en l'intent de cop d'estat conegut com la Sanjurjada, i el setembre fou deportat a Villa Cisneros. Finalment la fiscalia li retirà l'acusació durant el judici. El 1934 estava destinat al Regiment de Cavalleria núm. 9 a Barcelona, i el 1936 al Regiment de Caçadors de Villarrobledo, núm. 3.

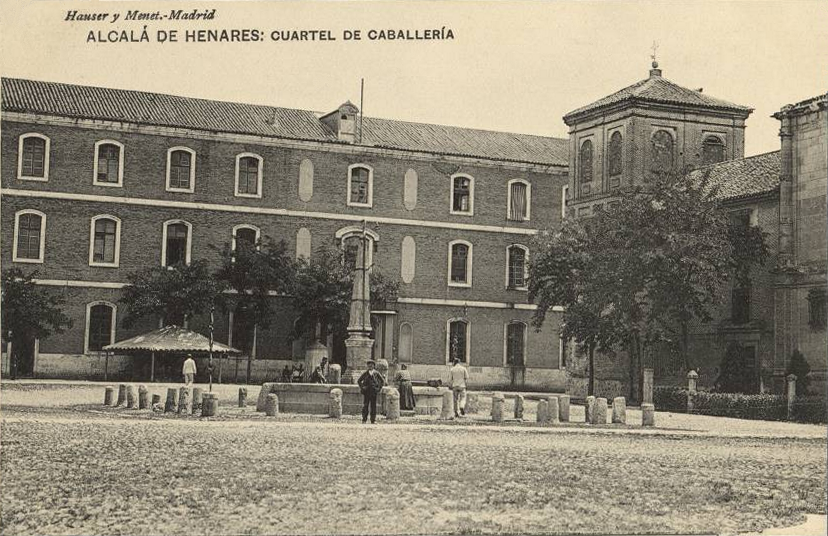
Quarter de Cavalleria del Príncep, dit de san Diego, a Alcalà de Henares, cap el 1912

Formà part dels anomenats Jinetes de Alcalá, un grup de militars de l'arma de Cavalleria adscrits als Regiments de Caçadors de Calatrava, núm. 2, i de Villarrobledo, núm. 3, destinats a Alcalá de Henares, que a finals de juny de 1936 foren confinats al castell de Sant Carles de Palma, Mallorca. El Govern de la Segona República aprofità uns greus incidents entre soldats i membres de partits d'esquerra per fer neteja de conspiradors d'ambdós regiments. Al castell de Sant Carles conegueren al cap de la Falange Española a Mallorca, Alfonso de Zayas, que també estava empresonat i que els posà en contacte amb els militars que s'havien d'aixecar contra la República. Quan es produí el pronunciament militar del 18 de juliol de 1936, aquests militars es posaren a les ordres dels avalotats. Rodríguez Frutos participà en la formació de les milícies falangistes, en la repressió de membres i simpatitzants del Front Popular (detencions il·legals, tortures i assassinats) i en els enfrontaments contra les tropes republicanes desembarcades a Mallorca l'agost de 1936.
Després d'uns mesos a Mallorca, Rodríguez Frutos retornà a la península destinat al Regiment de Caçadors de Farnesio, núm. 10 a Valladolid i el gener fou destinat a la bandera de la Falange Española de Castella. El març fou ascendit a capità. El 1943 havia ascendit a comandant i estava disponible a la 2a regió militar.